# Changsha
Changsha (长沙/長沙) er hovedstad i provinsen Hunan i den sydlig-centrale del af Folkerepublikken Kina. Byen ligger ved den nedre del af Xiang-floden, en forgrening af Yangtze-floden. Arealet er 11.819 km² og indbyggertallet 6.017.600 (2003).

## Myndigheder
Den lokale leder i Kinas kommunistiske parti er Hu Henghua. Borgmester er Chen Wenhao, pr. 2021.
- Wikimedia Commons har flere filer relateret til Changsha

28°12′N 113°00′Ø / 28.2°N 113°Ø